# Bazylika św. Andrzeja „della Valle”
Bazylika św. Andrzeja della Valle (wł. Basilica di Sant'Andrea della Valle) – rzymskokatolicki kościół tytularny w Rzymie. 
Świątynia ta jest kościołem rektoralnym parafii Santi Biagio e Carlo ai Catinari oraz kościołem tytularnym, mającym również rangę bazyliki mniejszej.
Określenie della Valle jest związane z kardynałem Andreą della Valle, który miał pałac na północ od kościoła.

## Lokalizacja
Bazylika znajduje się w VIII Rione Rzymu – Sant’Eustachio przy Piazza Vidoni 6. Natomiast wejście do świątyni jest od strony Corso Vittorio Emanuele II.

## Patron
Patronem świątyni św. Andrzej Apostoł – jeden z 12 apostołów Jezusa, brat św. Piotra.

## Historia
Pierwszy kościół w tym miejscu był poświęcony św. Sebastianowi i określano go jako San Sebastiano in Via Papae. Został on zbudowany w XI wieku i był wymieniony w bulli Urbana III z 1186 roku. Według tradycji w tym miejscu rzymska patrycjuszka Lucyna odzyskała ciało św. Sebastiana, które wrzucono do kanałów miejskich.
W związku z budową nowego kościoła wydano zgodę na zburzenie starego pod warunkiem poświęcenia w nim ołtarza św. Sebastianowi i utrzymania jego kultu w świątyni. Nowy kościół wraz z klasztorem zaczęli wznosić teatyni, fundamenty położono w 1591 roku. Autorem projektu był Giacomo della Porta. W 1603 roku śmierć sponsora kardynała Alfonso Gesualdo spowodowała zatrzymanie prac. Zostały one wznowione w 1608 roku dzięki wsparciu finansowemu kardynała Alessandro Peretti de Montalto, nadzorował je Carlo Maderno. W latach 1620–1622 wybudowano spektakularną kopułę, niebędącą częścią pierwotnego projektu. Sklepienia i dachy zostały ukończone w 1625 roku, natomiast wystrój wnętrza ukończono do 1650 roku, kiedy miało miejsce poświęcenie kościoła. Ponowny brak funduszy spowodował, że fasada została wybudowana dopiero w latach 1655-1656 przez Carlo Rainaldi, zgodnie z projektem Maderno, ale z pewnymi zmianami artystycznymi.
Dekoracja wnętrza kościoła w większości pochodzi z XVII wieku, z wyjątkiem sufitu nawy z końca XIX wieku i niektórych kaplic. Restauracje kościoła miały miejsce w 1869, 1887, 1905 i 1912 roku. Fasada została oczyszczona i odnowiona w 2012 roku.
Papież Paweł VI 20 grudnia 1965 roku nadał kościołowi godność bazyliki mniejszej.

## Architektura i sztuka
Korpus gmachu zbudowano z różowej cegły, natomiast detale architektoniczne są z wapienia trawertynowego.
Dzwonnica została umieszczona na przyporze nad ścianą między drugą i trzecią kaplicą po prawej stronie nawy.
Kopuła
Kopuła ma 16 m 10 cm średnicy i 80 metrów wysokości. Została zbudowana na planie ośmiokąta, z wysokim bębnem z ośmioma dużymi obramowanymi prostokątnymi zwieńczonymi małymi trójkątnymi frontonami nad festonami z głowami lwów po bokach. Okna oddzielają pary jońskich półkolumn, podtrzymujących belkę o kształcie koła zębatego, na której spoczywa eliptyczna kopuła. Uważa się, że latarnia kopuły została zaprojektowana przez Borrominiego.
Fasada
Dwukondygnacyjna fasada z trawertynu jest wyższa od leżącego za nią kościoła – cały fronton wystaje poza kalenicę dachu nawy.
Pierwsza kondygnacja ma korynckie pilastry w zewnętrznych rogach, a następnie osiem korynckich kolumn zgrupowanych parami. Wspierają one belkowanie, którego fryz ma dedykacyjny napis: Alexander Sept[imus] P[ontifex] M[aximus] S[ancto] Andreae Apostolo an[no] salutis MDCLXV. Pomiędzy parami kolumn znajdują się cztery posągi w prostokątnych niszach zwieńczonych frontonami, od lewej przedstawiają one świętych Kajetana (dzieło Domenico Guidi), Andrzeja Apostoła (Ercole Ferrata), Sebastiana (Domenico Guidi)) oraz Andrzeja Avellino (Ercole Ferrata).
Wysokie wejście ma podniesiony fronton zawierający głowę putta z festonami. Na frontonie siedzą dwa posągi autorstwa Antonio Fancelli symbolizujące Nadzieję i Siłę, które wskazują na herb kardynała Francesco Perettiego.
Druga kondygnacja ma osiem kolumn kompozytowych zgrupowanych parami. Zwieńczona jest trójkątnym frontonem, do którego wstawiono mniejszy fronton. Pośrodku frontonu znajduje się herb papieża Aleksandra VII wspierany przez parę aniołów. Pośrodku kondygnacji znajduje się duże prostokątne okno z balustradowym balkonem i podniesionym trójkątnym frontonem, a po jego bokach, między parami kolumn, są dwie puste nisze.
Plan kościoła oparty jest na krzyżu łacińskim. Składa się z nawy o czterech przęsłach, nawy boczne zostały podzielone ścianami na kaplice po trzy po każdej stronie i dodatkowo dwa ośmiokątne przedsionki dla bocznych wejść, transeptu, którego końce wystają nieco poza boczne ściany nawy. Na skrzyżowaniu nawy i transeptu znajduje się kopuła. Prezbiterium łączy się z półkolistą apsydą, po obu stronach prezbiterium znajduje się ośmioboczna kaplica.
Pomiędzy kaplicami umieszczono białe pilastry korynckie ze złoconymi kapitelami podtrzymującymi belkowanie. Sklepienie kolebkowe nawy jest ozdobione cyklem XIX-wiecznych malowideł związanych tematycznie z Maryją. W pasie środkowym od strony wejścia przedstawiają one: wygnanie Adama i Ewy z raju z wizją Niepokalanie Poczętej, Ukazanie się Matki Bożej Urszuli Benincasie, Ogłoszenie dogmatu o Niepokalanym Poczęciu, Nawiedzenie, natomiast przy oknach znajdują się wizerunki Apostołów i Ewangelistów autorstwa Silvio Galimberti.
We wnętrzu bębna kopuły są pary pilastrów korynckich oddzielających okna. Pilastry są obramowane z boków i góry stiukowymi różami. Fresk w kopule Wniebowzięcie Marii, autorstwa Giovanniego Lanfranco, został namalowany w latach 1622–1625. W pendentywach znajdują się wizerunki Ewangelistów, dzieło Domenichino.
Ołtarz główny zaprojektował Carlo Fontana. Obrazy na ścianach apsydy wokół ołtarza są autorstwa Mattia Preti i przedstawiają męczeństwo św. Andrzeja Apostoła: Ukrzyżowanie św. Andrzeja, Śmierć św. Andrzeja, Pogrzeb św. Andrzeja. Koncha apsydy jest dekorowana malowidłami Domenichina: Jan Chrzciciel ogłasza Jezusa Barankiem Bożym, Powołanie Piotra i Andrzeja, Biczowanie św. Andrzeja, Św. Andrzej z krzyżem oraz Apoteoza św. Andrzeja. Po bokach okien apsydy umieszczono personifikacje cnót kardynalnych. Nad wejściami do kaplic po bokach apsydy znajdują się dwa freski, po prawej Papież Pius II otrzymujący głowę św. Andrzeja autorstwa Alessandro Taruffi, po lewej Św. Andrzej przed gubernatorem autorstwa Carlo Cignani. Stiukowe dekoracje z XVII wieku w apsydzie są autorstwa Allessandro Algardi.
Nad wejściami bocznymi znajdują się renesansowe grobowce papieży Piusa II i Piusa III, które wcześniej były w bazylice św. Piotra i zostały sprowadzone tutaj w 1614 roku. Czteropiętrowy pomnik Piusa II wykonany około 1470 roku jest przypisywany Paolo Taccone a także nieznanemu artyście inspirowanemu stylem Andrea Bregno. Dwie płaskorzeźby ukazują papieża otrzymującego głowę św. Andrzeja Apostoła w Sant'Andrea a Ponte Milvio pod Rzymem oraz przedstawianego Matce Bożej z Dzieciątkiem.
Pomnik Piusa III jest podobny stylistycznie, również z czterema kondygnacjami nad epitafium. Jest to dzieło Sebastiano Ferrucci z 1503 roku.

### Kaplice boczne
Boczne kaplice są prostokątne z małą kopułą. Istnieją przejścia z kaplicy do kaplicy, które miały umożliwić dostęp do nich w czasie, gdy główna bryła kościoła była używana do sprawowania liturgii.
Kaplica Lancelotti
Jest to pierwsza kaplica po prawej stronie. Została zaprojektowana przez Carlo Fontanę w 1670 roku. Pierwotnie należała do rodziny Ginetti, w związku z czym nazywana jest również kaplicą Ginetti. Jest ona dedykowana św. Józefowi. Na ołtarzu znajduje się płaskorzeźba z białego marmuru z 1675 roku dłuta Antonio Raggi przedstawiająca anioła wzywającego Świętą Rodzinę do ucieczki do Egiptu. Dziełem Raggi jest również anioł na frontonie ołtarza.
Kaplica Strozzi
Druga kaplica po prawej poświęcenie jest Matce Bożej Bolesnej. Projekt kaplicy przypisuje się Giacomo della Porta, ok. 1616. W ołtarzu znajduje się replika Piety Michała Anioła, po jej bokach umieszczono figury Lei i Racheli, będące z kolei kopiami z nagrobka papieża Juliusza II z bazyliki św. Piotra w Okowach w Rzymie.
Kaplica Crescenzi
Kaplica trzecia po prawej stronie była wcześniej poświęcona św. Karolowi Boromeuszowi, a ołtarz świętego był dziełem Bartolomeo Cavarozziego. Kaplica została całkowicie odnowiona w 1887 roku przez Aristide Leonori i poświęcono ją Matce Bożej Najświętszego Serca. Ołtarz wykonany jest z białego marmuru z pozłacanymi detalami. Eliptyczny obraz w ołtarzu jest dziełem Silverio Capparoni. Poniżej umieszczono kopię obrazu Matki Bożej Pompejańskiej.
Kaplica św. Andrzeja Avellino
Kaplica w prawym ramieniu transeptu jest dedykowana włoskiemu teatynowi św. Andrzejowi Avellino. Obraz w ołtarzu jest dziełem Lanfranco, sam ołtarz został odrestaurowany w 1858 roku.
Kaplica krucyfiksu
Ośmioboczna kaplica krucyfiksu znajduje się po prawej stronie prezbiterium. Po prawej stronie znajdują się relikwie włoskiego teatyna kardynała św. Józefa Marii Tomasi. Nad nimi wisi wizerunek świętego.
Kaplica Madonna della Purità
Jest to kaplica po lewej stronie prezbiterium, symetryczna do kaplicy krucyfiksu. W ołtarzu znajduje się obraz Madonna della Purità będący kopią z 1647 roku pędzla Alessandro Francesi, z oryginału namalowanego w 1641 roku przez hiszpańskiego artystę Luisa de Morales (Il Divino), który to obraz znajduje się teraz w neapolitańskiej bazylice San Paolo Maggiore.
Po lewej stronie znajduje się Bambino, figurka Dzieciątka Jezus inspirowana rzeźbą z bazyliki Matki Bożej Ołtarza Niebiańskiego.
Kaplica św. Kajetana
Kaplica dedykowana założycielowi teatynów św. Kajetanowi z Thieny znajduje się w lewym ramieniu transeptu. Obraz w ołtarzu przedstawia Matkę Bożą z Dzieciątkiem i św. Kajetanem, jest on dziełem Mattia de Mare z 1770 roku, sam ołtarz pochodzi z 1912 roku i jest on dziełem Cesare Bazzaniego. Freski na bocznych ścianach zostały namalowane przez Alessio D'Elia w 1770 roku.
Kaplica św. Sebastiana
Trzecia kaplica po lewej stronie jest dedykowana św. Sebastianowi. Obraz w ołtarzu przedstawiający patrona kaplicy namalował Giovanni de'Vecchi w 1614 roku. Malowidła na ścianach bocznych przedstawiające św. Rocha i św. Martę są autorstwa Guido Guidi.
Kaplica Ruspoli
Druga kaplica po lewej stronie jest również znana jako kaplica Rucellai, od nazwiska rodziny, która jej dawniej patronowała, a także jako kaplica błogosławionych, w związku z poświęceniem jej dwóm beatyfikowanym teatynom i jednemu kanonizowanemu (bł. Giovanni Marinoni, bł. Paweł Burali d’Arezzo i św. Józef Maria Tomasi). Kaplica ta została zaprojektowany w 1610 roku przez Matteo Castelli. Ołtarz, przypisany sycylijskiemu malarzowi Francesco Manno, przedstawia teatynów patronujących kaplicy.
Kaplica Barberini
Pierwsza kaplica po lewej stronie to kaplica Barberini, która została zamówiona przez kardynała Maffeo Barberiniego (późniejszego papieża Urbana VIII). Dzieło nadzorował w 1616 roku Matteo Castelli. Wniebowzięcie w ołtarzu kaplicy wykonał Domenico Passignano w 1600 roku. Jest on również autorem innych obrazów w tej kaplicy: Prezentacji i Wniebowzięcia na prawej ścianie bocznej, Nawiedzenia i Świętej Rodziny po lewej stronie, czterech proroków Dawida, Salomona, Mojżesza i Izajasza w pendentywach kopuły oraz alegorii Cnoty z aniołami w samej kopule.
Po lewej stronie, w niszy znajduje się figura św. Marii Magdaleny autorstwa Cristoforo Stati, w drugiej niszy znajduje się św. Jan Chrzciciel Pietro Berniniego z 1616 roku. Po prawej stronie znajduje się św. Marta Francesco Mochi z 1629 roku oraz św. Jan Ewangelista Ambrogio Bonvicini.
W kaplicy znajduje się miejsce, gdzie zlokalizowany był pierwotny ołtarza główny kościoła św. Sebastiana, który został rozebrany w celu budowy obecnego kościoła. Umieszczono tu obraz autorstwa Domenico Cresti z 1616 roku Lucyna znajdująca ciało św. Sebastiana w kanale.

## W kulturze
Akcja pierwszego aktu opery Tosca została umieszczona w kościele św. Andrzeja della Valle, w fikcyjnej kaplicy Attavanti. W związku z tym czasami kaplica Barberini nazywana jest kaplicą Tosci.

## Kardynałowie prezbiterzy
Bazylika św. Andrzeja della Valle jest jednym z kościołów tytularnych nadawanych kardynałom-prezbiterom (Titulus Sancti Andreae Apostoli de Valle). Tytuł ten ustanowił Jan XXIII 12 marca 1960 roku
- Luigi Traglia (1960-1968)
- Joseph Höffner (1969-1987)
- Giovanni Canestri (1988-2015)
- Dieudonné Nzapalainga (2016-nadal)